# ヒメハギ
ヒメハギ（姫萩、学名：Polygala japonica ）はヒメハギ科ヒメハギ属の常緑の多年草。ヒメハギ科は、APG植物分類体系ではヒメハギ目からマメ目に移されている。

## 特徴
細い根茎がある。硬い茎が基部で分枝して地をはい、上部が斜上して高さは10-30cmになる。茎には曲がった毛が生える。葉は互生し、葉身は長さ1-3cm、幅0.3-1.5cm、卵形、楕円形、広披針形で、先は鈍形で短い突起があり、基部は円く、縁は全縁。葉柄はごく短い。
花期は4-7月。花は紫色で、葉腋の上方か葉に対生して、長さ1-3cmの総状花序をだす。萼片は5個あり、2個の側萼片は初め紫色で長さ5-7mmの花弁状であるが、花後10mm前後に増大して緑色に変わり、他の萼片は側萼片の半分の長さになる。花弁は3個あり、基部は合着し長さ6-7mm、下側の1個は先端が細裂する房状の付属体がある。雄蘂は8個で花弁が樋状になった場所にあり、葯は黄色。子房は上位で2室ある。果実は扁平な心円形の蒴果となり、径7-8mmになり翼がある。種子は黒褐色で長さ2.5mmになる。
和名の由来は、花がマメ科のハギに似て、全体に小さいことによる。

## 分布と生育環境
北海道、本州、四国、九州、琉球に分布し、山野の日当たりのよい、やや乾いた場所に生育する。世界では、朝鮮、中国、フィリピン、インドシナ、ヒマラヤに分布する。

## 下位分類
- ホソバヒメハギ Polygala japonica Houtt. f. angustifolia (Koidz.) H.Hara
- マツゲヒメハギ Polygala japonica Houtt. f. ciliata Hiyama
- セイカヒメハギ Polygala japonica Houtt. f. virescens Nakai